# Himiko

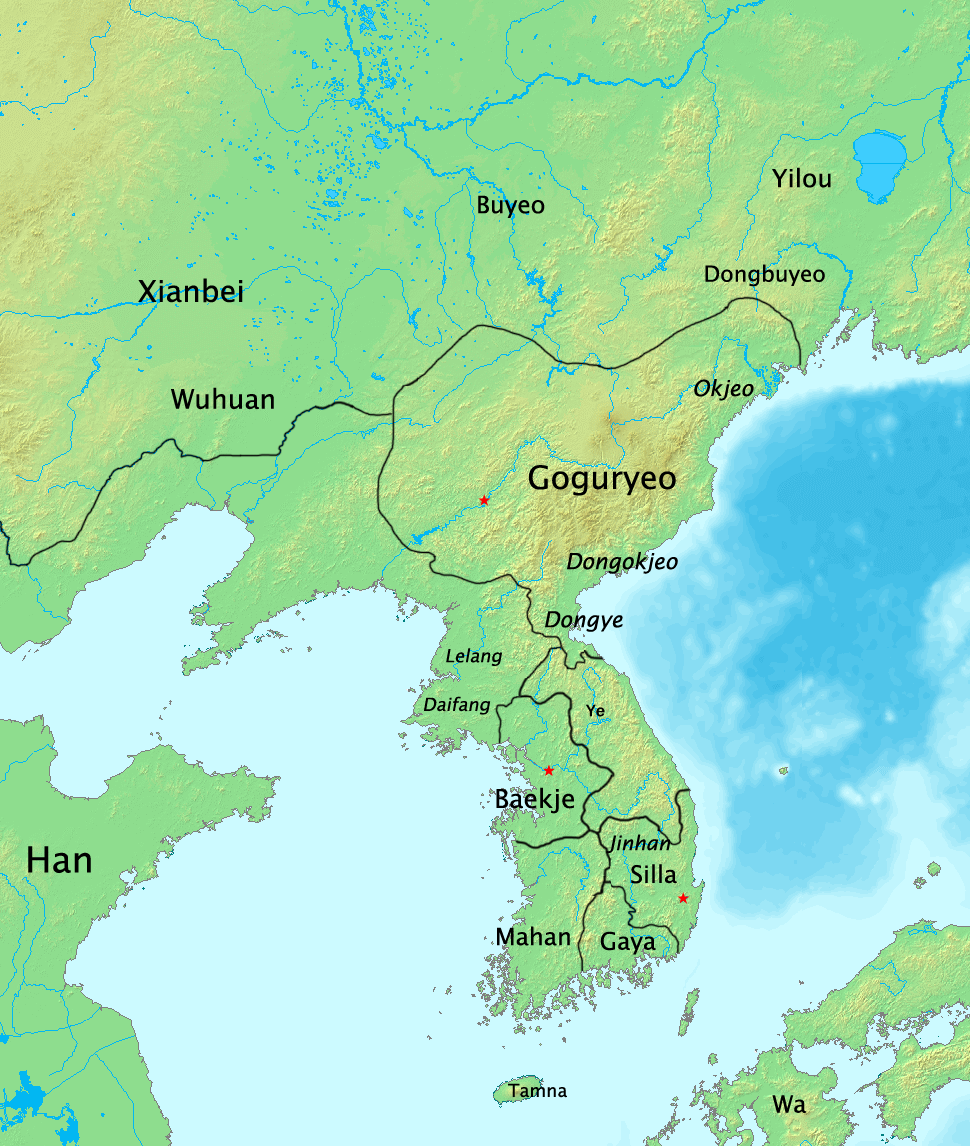
Półwysep Koreański i sąsiednie krainy, 204 r.

Himiko, Pimiko, Himeko (jap. 卑弥呼; zm. ok. 248) – pierwsza udokumentowana źródłowo władczyni kraju Wa, położonego na wyspach Japonii, opisywana przez Przekazy o kraju Wa.

## Pochodzenie imienia
Przypuszcza się, że Himiko może stanowić formę zapisu słowa himeko („księżniczka słońca”), tytułu używanego później przez członkinie rodu panującego w Japonii. Japońskie legendy przedstawiają ją jako córkę cesarza Suinina. Razan Hayashi wysnuł podchwyconą potem przez część badaczy teorię, próbującą utożsamiać ją z legendarną Jingū, która miała panować mniej więcej w tym samym okresie co Himiko.

## Przekazy historyczne
Informacje o Himiko zawarte są w Kronice Trzech Królestw (Sānguó Zhì, 三國志), kronice chińskiej dynastii Wei (Wèi Zhì, 魏志), w rozdziale znanym pod chińską nazwą Worenzhuan (chiń. upr. 倭人传; chiń. trad. 倭人傳; pinyin Wōrénzhuàn) lub japońską Wajinden (jap. 倭人伝). W przekazie źródłowym została nazwana królową Yamatai, tj. kraju, który później został nazwany Japonią. Według kronik była leciwą i niezamężną kobietą, uprawiającą szamanizm. Została rzekomo wyniesiona do władzy po paśmie wojen domowych, gdy ludzie, uznając, że walczący ze sobą mężczyźni nie mogą dojść do zgody, osadzili na tronie kobietę. Według Wei Zhi Himiko panowała w kraju Yamatai. Mieszkała we dworze strzeżonym przez zbrojnych mężów, posiadała służbę, składającą się z tysiąca kobiet i jednego mężczyzny.
Źródła chińskie datują wojny domowe w kraju Wa (倭) na okres około 170–180, zaś koreańska kronika Samguk sagi wzmiankuje poselstwo od niej do państwa Silla w 173 roku, wobec czego data objęcia rządów przez Himiko wyznaczana jest na ostatnie dekady II wieku.
W 239 roku poprzez chińską komanderię Daifang (chiń. 帯方郡; pinyin Dàifāngjùn) w północno-zachodniej części Półwyspu Koreańskiego wysłała na dwór Wei w Luoyang poselstwo, przekazując chińskiemu władcy w darze niewolników oraz liczne wyroby ze swojego kraju. Poselstwo Himiko miało na celu uzyskanie poparcia Wei w rozgrywkach politycznych w Wa. Zostało przychylnie przyjęte przez cesarza, który w odpowiedzi przesłał Himiko równie bogate dary, złotą pieczęć i przyjazny list, w którym nazwał ją królową. Liczył bowiem na poparcie władczyni podczas opanowania południowej Korei. Niedługo po tym Himiko toczyła wojnę z krajem Kuna. Bez powodzenia zwróciła się z prośbą o wsparcie do Daifang, gdzie w tym czasie trwały rozruchy.
Himiko zmarła między 240 a 248 rokiem. W okresie panowania jej następcy w kraju Wa znów trwała wojna domowa. Skończyła się po tym, jak tron zajęła piętnastoletnia Iyo.

## Himiko w kulturze popularnej
W grze Tomb Raider z 2013 roku postać Himiko jest jednym z głównych antagonistów. Władczyni zależy na zachowaniu władzy w legendarnym królestwie Yamatai, które jest celem poszukiwań Lary Croft.